# Клан Фаркерсен

Емблема (хрест) клану Фаркерсен.

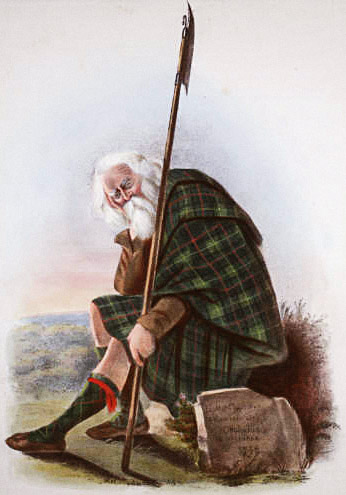
Людина з клану Фаркерсен у традиційному одязі. Картина художника Р. Р. МакЯна, 1845 рік.

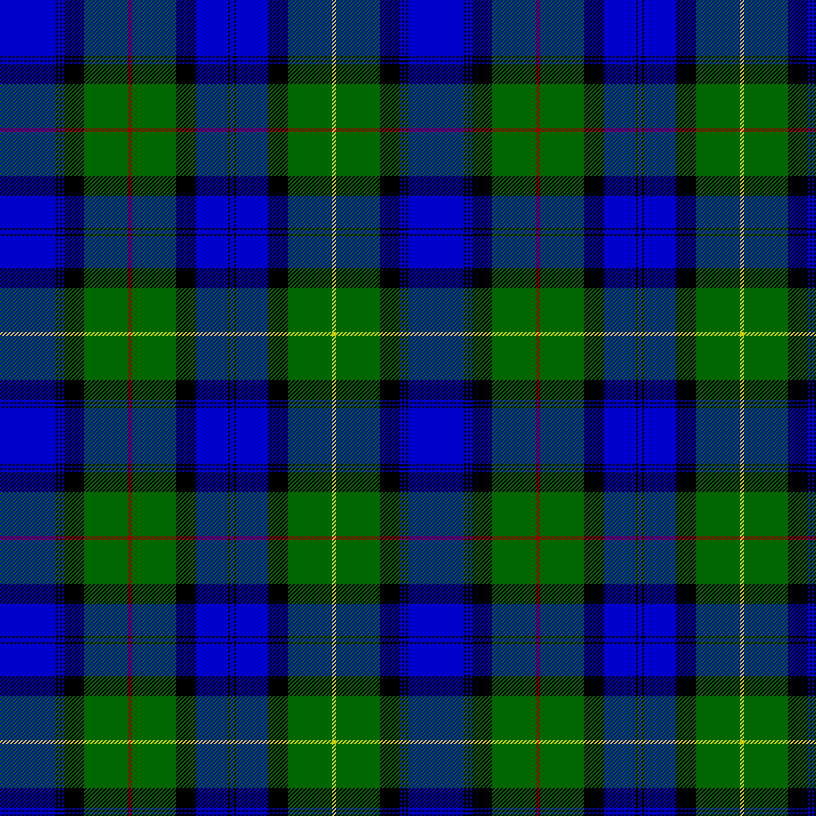
Кланхіунла (гельск. – Clanhiunla) – тартан клану Фаркерсен.

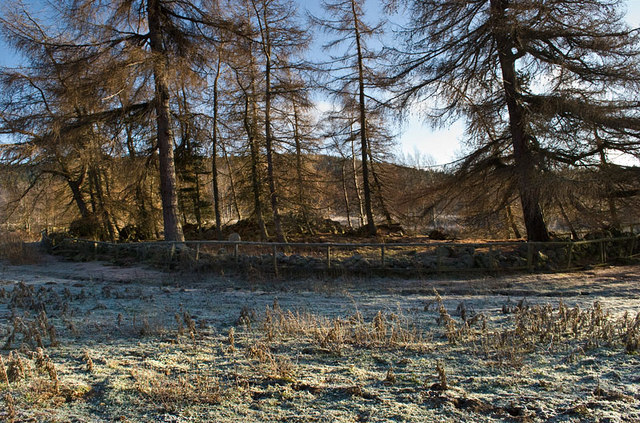
Карн на Кувне – Карн Пам’яті. Саме тут клан Фаркерсен зібрав своїх людей на війну, вони присягали боротися до кінця. Кожен залишив камінь, поклавши на піраміду і забрав його, коли повернувся. Камені, які залишилися позначали тих, хто загинув.

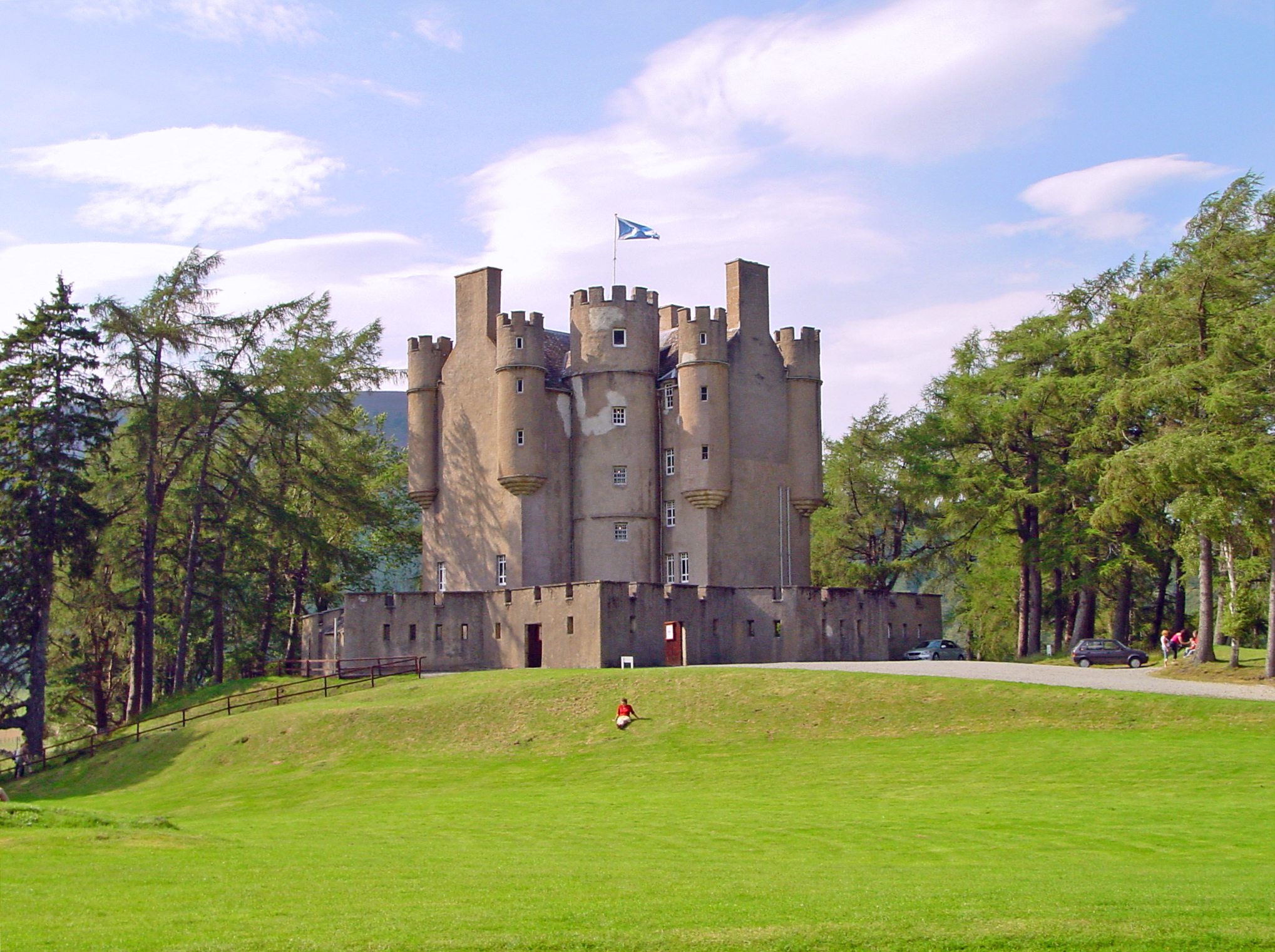
Замок Бремар.

Клан Фаркерсен – (англ. Clan Farquharson, /ˈfɑːrkərsən/; шотл. гел. Clann Fhearchair, [ˈkʰl̪ˠãũn̪ˠ ˈfɛɾɛxɪɾʲ]) – один з кланів гірської Шотландії (Гайленд). Клан входить до конфедерації шотландських кланів Хаттан.

## Історія клану Фаркерсен

### Походження
Вожді клану Фаркерсен ведуть свій родовід від Фаркера (Farquhar), четвертого сина Олександра Кіара Шоу Ротімурхуса (Alexander Ciar Shaw Rothiemurchus). Олександр Шоу був V вождем клану Шоу. Його нащадки прийняли ім'я Фаркерсен. Ще один із синів Олександра – Дональд одружився з Ізабель Стюарт, що була спадкоємицею земель Інверкаулд. Син Дональда – Фінла Мор (Finla Mor), став засновником клану. МакФіонлай Мор (MacFionlaigh Mor) мав кельтських предків по батьковій лінії. Фінла Мор був королівським прапороносцем у битві при Пінкі Клеу в 1547 році, де він був убитий. Однак він мав дев'ять синів від двох шлюбів, що заснували гілки клану. У 1595 році клан Фаркерсен приєднався до конфедерації кланів Хаттан і визнав спільним вождем конфедерації вождя клану Макінтош, який також був вождем клану Хаттан.
До кінця XVI століття вожді клану Ерскін претендувати на графство Мар, але вони мусили протистояли зростаючій силі клану Фаркерсен. Замок Бремар був побудований Джоном Ерскіном, XVIII графом Мар, але цей замок був захоплений кланом Фаркерсен. Клан Фаркерсен став відомий як сильний і войовничий клан, отримав репутацію жорстокого клану, клан став затятим прихильником Стюартів.

### XVII століття – громадянська війна на Британських островах
Під час громадянської війни Дональд Фаркерсен з Монантрі (Monaltrie) боровся за Джеймса Грема, І маркіза Монтроз в 1644, а потім за Карла II в битві при Вустері в 1651 році. Джон Фаркерсен з Інвері був відомий як Чорний полковник – він спалив замок Бремор. Джон підтримав Джеймса VII і приєднався до Джона Грема, І віконта Данді в 1689 році. Після смерті Данді в 1689 клан Фаркерсен підтримв його наступника, Томаса Б'юкена з клану Бакен.
Наприкінці XVII століття граф Ерлі (Airlie) почав суперечку з кланом МакТомас щодо земель Канлохкан (Canlochcan). Судовий позов графа Ерлі був успішним, але вождь клану МакТомас відмовився визнати вирок суду і продовжував випасати худобу на спірних землях. У відповідь граф Ерлі використав своє законне право на оренду землі для клану Фаркерсен, що і призвело до ворожнечі. На 28 січня 1673 Фаркерсен з Бродерга (шBroughdearg) був убитий разом з двома синами вождя клану МакТомас.

### XVIII століття – повстання якобітів
Під час першого повстання якобітів у 1715 році Джон Фаркерсен з Інверкаулд воював будучи полковником полку конфедерації Хаттан, підтримуючи Джеймса Френсіса Едуарда Стюарта. Джон Фаркерсен потрапив у полон у битві при Престон (1715). Він був кинутий в тюрму Маршалсі і був засуджений до страти, яка мала бути виконана в лондонському Тауері, проте він і двоє інших офіцерів Гайленду були помилували перед стратою. Він був умовно звільнений, але йому не дозволяли повернутися до Шотландії більше двадцяти років.
У 1745 році під час другого повстання якобітів клан Фаркерсен виставив 500 солдат. Командував ними Дункан Форбс. Вони взяли участь у битві під Куллоден. 23 грудня 1745 року 300 чоловік з клану Фаркерсен воювали за якобітів у битві під Інверур (шотл. – Inverurie). Під час цього повстання двоюрідна сестра Джона Фаркерсена - леді Анна Фаркерсен одружилась з Ангусом Макінтошем – вождем клану Макінтош. Ангус Макінтош був кадровим офіцером у Блек Вотч - полку британської армії, і він був узятий в полон у битві під Престонпанс якобітами. Макінтош був відпущений додому і зустрівся з Анною Фаркерсен. При зустрічі він сказав: «Ваш покірний слуга, капітан» на що вона відповіла "Ваш покірний слуга, полковник". Вона з того часу стала відома як «полковник Анна». Анна Фаркерсен пізніше врятувала Чарльза Едуарда Стюарта від полону. Анна Фаркерсен була кинута у в'язницю на шість тижнів після битви під Куллоден. Френсіс Фаркерсен з Моналтрі очолив клан в битві при Куллоден. Він лишився живий після поразки, був кинутий у в'язницю і засуджений до страти, але страту замінили на заслання.

## Сучасне клану Фаркерсен
Вождем клану Фаркерсен є Алвайн Артур Комптон Фаркерсен з Інверкаулда (Alwyne Arthur Compton Farquharson of Invercauld), володарем імені та герба клану є XVI барон Інверкаулд та Омналпрі - це визнав лорд Ліон герольдів Шотландії.  Капітан Алвайн Артур Комптон Фаркерсен з Інверкаулда був на суді Лева герольдів Шотландії в 1949 році підтвердив свої права як вождя клану. Він служив з капітаном в Королівській Шотландській гвардії (Royal Scots Greys) під час Другої світової війни. Капітан Фаркерсен проживає в Валлей Фарм (Valley Farm), Норфолк зі своєю другою дружиною – мадам  Патрицією Фаркерсен.

## Замки клану Фаркерсен
- Замок Інверкаулд Гауз (шотл. - Invercauld House).
- Замок Інвері (шотл. - Inverey Castle).
- Замок Кіндрохіт (шотл. - Kindrochit Castle ).
- Замок Бремар (шотл. - Braemar Castle).
- Замок Моналтрі Хауз (шотл. - Monaltrie House).
- Замок Ґілмілнскрофт (шотл. – Gilmilnscroft).
- Замок Моуні (шотл. - Mounie Castle).
- Замок Толкуон (шотл. - Tolquhon Castle).